# Nowoluhanske
Nowoluhanske (ukrainisch Новолуганське; russisch Новолуганское Nowoluganskoje) ist ein Dorf in der ukrainischen Oblast Donezk mit etwa 3800 Einwohnern (2001).
Das Dorf wurde 1930 im Zusammenhang mit der Schaffung einer Kolchose gegründet und liegt am Ufer des hier zum Stausee Wuhlehirsk angestauten Luhan, einem 198 km langen, rechten Nebenfluss des Siwerskyj Donez gegenüber der Stadt Switlodarsk und 32 km südöstlich vom Rajonzentrum Bachmut sowie etwa 80 km nordöstlich vom Oblastzentrum Donezk. Das Dorf befindet sich in der mit den pro-russischen Separatisten umkämpften Zone.
Am 12. Juni 2020 wurde die Siedlung ein Teil der neugegründeten Stadtgemeinde Switlodarsk, bis dahin bildete sie zusammen mit dem Dorf Semyhirja (Семигір'я) und den Ansiedlungen Dolomitne (Доломітне) und Trawnewe (Травневе) die gleichnamige Landratsgemeinde Nowoluhanske (Новолуганська сільська рада/Nowoluhanska silska rada) im Süden des Rajons Bachmut.

## Persönlichkeiten
Der ukrainische Fußballspieler Wladyslaw Holopjorow kam am 10. Oktober 1983 in Nowoluhanske zur Welt.